# へべれけ宣言
『へべれけ宣言』（へべれけせんげん）は、C&Kの9枚目のシングル。発売元はユニバーサルミュージック。

## 解説
- 前作『愛を浴びて、僕がいる』から約2ヶ月振りのシングル。

## 収録曲
1. へべれけ宣言(動画)
前作とは打って変わったアッパーチェーン。
2. milky way
3. HEY GIRL〜腸活発女子〜
4. へべれけ宣言 (Instrumental)